# Marslakók (televíziós sorozat)
A Marslakók magyar napi televíziós sorozat, Horváth Lajos Ottó főszereplésével. A rendezők Rudas Gábor, Rozgonyi Ádám és Eckhardt Balázs voltak.
Az epizódokban a Marslakó médiacsoport mindennapjait követhettük figyelemmel. A történet szerint a Marslakók igazgatója, András mindent megtesz, hogy a cégnél rendben menjenek a dolgok, ám sok minden nem úgy végződik, ahogy azt várta.
A sorozat minden hétköznap volt látható az M1 műsorában. Mivel azonban nem váltotta be a hozzá fűzött reményeket, az MTVA néhány hónapnyi sugárzás után beszüntette a sorozatot.

## Szereplők
- Eszter - Mazányi Eszter
- Ottó - Horváth Lajos Ottó
- Titi - Valentin Titánia
- Gergő - Boronyák Gergő
- András - Schlanger András
- Dr. Berta - Matin Adél
- Antos - Gémes Antos
- Géza - Sipos Imre
- Réti Viola - Sztárek Andrea